# 李元忠
李元忠（486年—545年），趙郡柏人县（今河北省邢台市隆尧县）人，北魏、東魏官吏、軍人。北魏安州刺史李显甫之子。

## 生平
李元忠出身于仕宦门第，少厉志操，居丧以孝闻。袭父爵为平棘子，清河王元懌为司空，召李元忠为士曹参軍。元懌转任太尉，李元忠为長流参軍。元懌後为太傅，营構明堂大都督，李元忠担任元懌的主簿。因母喪辞職。安乐王元鉴请他担任府司馬，李元忠以服喪为理由固辞不受。
李元忠粗览史书及阴阳术数，解鼓筝，兼好射弹，有巧思。因母病而留心医药，研习多年，遂精通医术。性情仁恕，为人治病，不分贵贱，一视同仁。有疾病者求之无不应。不许家人为高利贷，受乡民敬重。
528年，任南赵郡太守，嗜酒无政绩。530年，爾朱兆入洛陽，魏孝庄帝自杀，李元忠弃官回家。大都督高欢入河北，李元忠前去迎接。他坐着没有车盖的露車，抱素筝浊酒会面高欢，進言軍政纵横之策，被高欢采纳。李元忠在西山举兵擒斬抗拒高欢的殷州刺史爾朱羽生。李元忠行殷州事。531年，担任中軍将軍、衛尉卿。532年，转任太常卿、殷州大中正。後以从兄李瑾年長为由，把中正之位让给李瑾。之后，加征南将軍。孝武帝纳娶高欢的長女为皇后，李元忠和尚書令元羅到晋陽相迎。高欢和李元忠会面，开摆宴席。送完高皇后，李元忠在晋泽打猎落馬負重傷，一時气绝。高欢親自探望李元忠，封他为晋陽县伯。後因为隐晦批评朝政被免官。当时，朝廷之人猜疑有分裂危機。斛斯椿因为李元忠为人淡泊，不关心世事，认为他是無害人物，可以利用。不久兼任中書令。
534年，東魏建立，担任太常。後加驃騎将軍。537年，担任使持節、光州刺史。光州境内遇到灾荒，糧食不足，李元忠上表请求赈贷糧食给百姓，秋後再征收租税。朝廷批准给粮食一万石，李元忠认为一万石給百姓，一家不过才給1升1斗，徒有虚名，不能赈灾。最后放出15万石粮食。李元忠事后才報告朝廷，朝廷嘉许没有責罚。542年，担任侍中。
元忠身居要职，但不把金钱放在心上，常常醉酒。也不关心家政家事，在庭中種满果实药材，連日宴会，演奏音乐。543年，担任東徐州刺史，固辞不受。受位驃騎大将軍、儀同三司。高澄像他父亲高欢一样敬重元忠。孫騰、司馬子如一起探望李元忠，见他坐在樹下飲酒，庭院荒芜屋室空旷。喊出妻子，妻子穿着不曳地的短衣。二公嘆息而去，随后贈给他大量粮食和丝絹的衣服，李元忠接受了，又分给了其他人。545年，以本官兼任衛尉卿，当年六十岁的李元忠去世。追贈使持節、督定冀殷幽四州諸軍事、大将軍、司徒、定州刺史，谥号敬惠。

## 家庭

### 子女
- 李搔，北齐尚书仪曹郎、晋阳县伯
- 李法行，出家为尼
- 李宗侃

## 延伸阅读
[在维基数据编辑]
 《北齊書/卷22》，出自李百药《北齊書》